# 中国古史分期问题
中国古史分期问题是指中国古代社会按社会性质可区分为几个阶段的问题，即中国的奴隶社会与封建社会的分期問題。問題的爭論始於1920年代末、30年代，並在1950年代初至1960年代中叶達到高潮，問題討論一直持續至1970年代末。一開始學界爭論的焦點是中國歷史上是否存在奴隸制以及奴隸制存在于何时、中国封建社会开始于何时等问题。其中無奴派否認中國歷史上存在奴隸社會，三论五说支持者認為中國歷史上存在奴隸社會。後來又出現一些中國封建社會開始年代的爭論，其中有西周封建说（西周是中國封建社會開端）、战国封建说（戰國是中國封建社會開端）、魏晋封建说、春秋说、秦统一说、西汉说、东汉说、东晋说等觀點。